# Soyouz MS-18
Soyouz MS-18 (en russe : Союз МС-18) est une mission spatiale habitée dont le lancement a lieu le 9 avril 2021 depuis le cosmodrome de Baïkonour grâce à un lanceur du même nom. Elle transporte trois cosmonautes vers la Station spatiale internationale. Il s'agit du 146e vol habité d'un vaisseau Soyouz, le 143e mis en orbite.

## Contexte
Il aurait dû s'agir du premier lancement 100 % composé d’un équipage russe depuis plus de 20 ans. Le second ingénieur de vol devait être Sergueï Korsakov, avec Dimitri Peteline comme doublure.
Le 9 mars 2021, Roscosmos annonce que face à une tardive demande de la NASA, l'équipage existant est modifié pour inclure Mark Vande Hei au lieu de Sergueï Korsakov dans l'équipage principal et Anne McClain au lieu de Dmitri Peteline dans l'équipage de réserve, prolongeant ainsi les vols des astronautes de la NASA sur les vaisseaux spatiaux Soyouz pour au moins un autre vol,. Cet accord est dans le cadre d'un échange avec Axiom Space, donnant accès pour cette société à une place sur une mission NASA de Dragon ou de Starliner.
Sergueï Korsakov sera affecté à un vol commercial américain.

## Équipage

### Principal
- Commandant : Oleg Novitski (3),  Russie, Roscosmos.
- Ingénieur de vol 1 : Piotr Doubrov (1),  Russie, Roscosmos.
- Ingénieur de vol 2 : Mark T. Vande Hei (2),  États-Unis, NASA.

Le chiffre entre parenthèses indique le nombre de vols spatiaux effectués par l'astronaute, Soyouz MS-18 inclus.

### Réserve
- Commandant : Anton Chkaplerov (4),  Russie, Roscosmos
- Ingénieur de vol 1 : Oleg Artemiev (1),  Russie, Roscosmos
- Ingénieur de vol 2 : Anne McClain (2),  États-Unis, NASA

L'équipage de réserve prend la place de l'équipage principal en cas de problème (maladie, accident, etc.).

## Déroulement

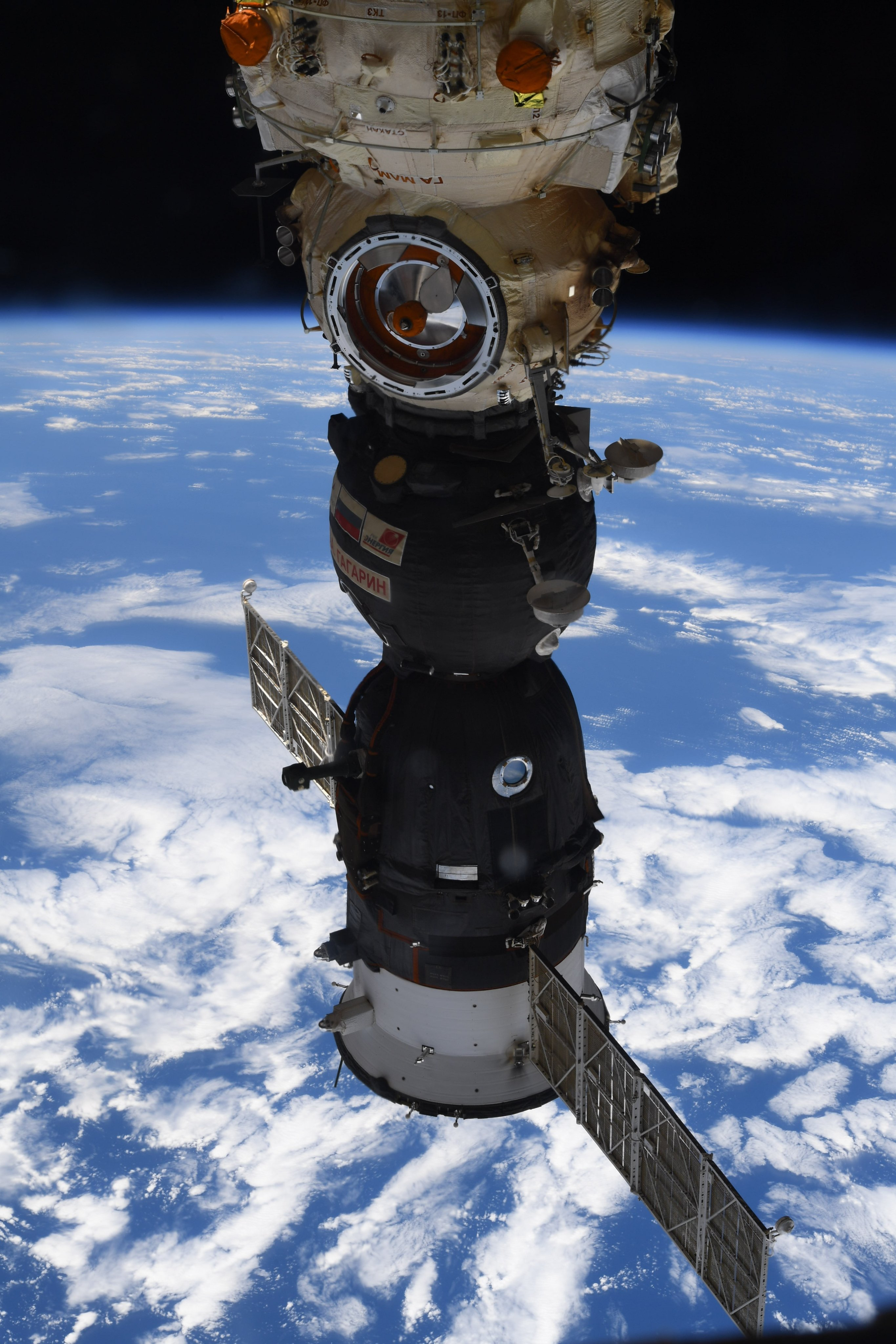
Nouvel emplacement du Soyouz MS-18 désamarré du module Rassvet pour être amarré au module Nauka, récemment arrivé. Il servira au retour d’Oleg Novitsky, Yulia Pereslid et Klim Shipenko dans quelques semaines.

Le vaisseau est lancé le 9 avril 2021 à 7 h 42 min 41 s UTC sur une fusée Soyouz-2.1a depuis le cosmodrome de Baïkonour, soixante ans après le vol de Iouri Gagarine (le 12 avril 1961). Il s'amarre à 11 h 5 UTC au module Rassvet de l'ISS.
Le 28 septembre, le vaisseau est désamarré du module Rassvet pour être amarré au nouveau module Nauka, arrivé au mois de juillet sur l'ISS.
Le 15 octobre 2021, à 9 h 2 UTC, lors de la préparation du système de propulsion pour son départ prévu deux jours plus tard, le Soyouz MS-18 déclenche par inadvertance ses propulseurs au-delà de l'heure prévue, ce qui entraîne une modification de l'orientation de l'ISS jusqu'à 57°. Le système de contrôle d'attitude de la station contrecarre ensuite ce mouvement en activant les propulseurs du segment russe. 
Comme prévu, le Soyouz MS-18 se sépare de l'ISS le 17 octobre 2021 à 1 h 14 UTC, ce qui met fin à l'expédition 65. Il ramène sur Terre Oleg Novitski, ainsi que Klim Chipenko et Ioulia Peressild, tous deux arrivés dans la station le 5 octobre précédent à bord de Soyouz MS-19. Il atterrit à 4 h 35 min 44 s UTC dans la steppe du Kazakhstan.